# Soredio

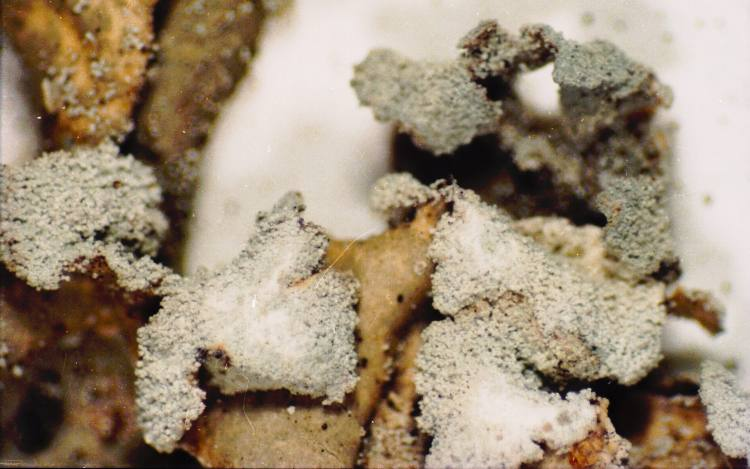
Soralios labriformes conteniendo soredios en los extremos del talo de Hypogymnia physodes.

Un soredio es un tipo de estructura reproductiva asexual producida por hongos liquenizados. El término fue utilizado por primera vez por Erik Acharius, considerado padre de la liquenología, en su obra de 1803 Methodus qua Omnes Detectos Lichenes.
Los soredios son pequeños fragmentos de talo compuesto por hifas del hongo y células del alga (gonidios). No poseen la estructura completa del liquen pues carecen de cualquier organización histológica aunque debido a que poseen los dos componentes de la simbiosis son capaces de regenerar tras la dispersión y colonización de un nuevo sustrato un talo completo de liquen. Al contrario que los soredios las otras estructuras reproductivas asexuales liquénicas, los isidios, poseen la estructura completa del simbionte liquénico y son capaces igualmente de regenerar el liquen. Tienen formas variadas desde esféricos a alargados con diámetros que varían entre los 25 y los 100 μm. Los soredios son formados y se dispersan al medio ambiente a partir de unas estructuras superficiales del liquen denominadas soralios. Estos soralios aparecen en superficies laminares del talo (soralios convexo-globulares, maniciformes y maculiformes), en los extremos terminales (soralios labriformes), en los márgenes (sorelios marginales), en la médula o por debajo del córtex (soralios parietales) o en fisuras profundas del córtex (soralios rimiformes).